# رنز (راینلاند-فالتس)
شهر رنز (به آلمانی: Rhens) در ایالت راینلند-فالتز در کشور آلمان واقع شده‌است.